# Episodi di Murder in the First (prima stagione)
La prima stagione della serie televisiva Murder in the First, composta da 10 episodi, è stata trasmessa in prima visione assoluta negli Stati Uniti d'America dal canale TNT dal 9 giugno all'11 agosto 2014.
In Italia la stagione è trasmessa in prima visione da Premium Crime, canale a pagamento della piattaforma Mediaset Premium, dal 23 aprile 2015. In chiaro viene trasmessa da TOP Crime a partire dal 17 novembre 2015.
| nº | Titolo originale          | Titolo italiano                  | Prima TV USA   | Prima TV Italia |
| -- | ------------------------- | -------------------------------- | -------------- | --------------- |
| 1  | Pilot                     | Inizio complicato                | 9 giugno 2014  | 23 aprile 2015  |
| 2  | The City of Sisterly Love | Le mille luci di San Francisco   | 16 giugno 2014 | 30 aprile 2015  |
| 3  | Who's Your Daddy          | Chi è il tuo papà?               | 23 giugno 2014 | 7 maggio 2015   |
| 4  | Burning Woman             | Un rave nel deserto              | 30 giugno 2014 | 14 maggio 2015  |
| 5  | Pants on Fire             | Menzogne e verità                | 7 luglio 2014  | 21 maggio 2015  |
| 6  | Punch Drunk               | Ubriaca da morire                | 14 luglio 2014 | 28 maggio 2015  |
| 7  | Suck My Alibi             | Alibi infallibile                | 21 luglio 2014 | 4 giugno 2015   |
| 8  | Win Some, Lose Some       | Un po' si vince, un po' si perde | 28 luglio 2014 | 11 giugno 2015  |
| 9  | Family Matters            | Questioni di famiglia            | 4 agosto 2014  | 18 giugno 2015  |
| 10 | Blunt the Edge            | Sul filo del rasoio              | 11 agosto 2014 | 25 giugno 2015  |

## Inizio complicato
- Titolo originale: Pilot
- Diretto da: Thomas Schlamme
- Scritto da: Steven Bochco e Eric Lodal

### Trama
I detective Terry English e Hildy Mulligan indagano sulla morte di un drogato  ucciso nel distretto di Tonderloin. Nel corso delle indagini rimangono sbalorditi nello scoprire che il caso potrebbe essere legato al giovane miliardario della città di San Francisco: il genio dell'elettronica Erich Blunt. La capacità di concentrarsi di Terry viene messa a dura prova perché sua moglie ha una malattia incurabile ovvero un cancro al pancreas al quarto stadio. A complicare ancora di più la situazione durante l'indagine arriva un nuovo omicidio, quello della giovane e affascinante assistente di volo di Blunt, che viene ritrovato quando sembrava di essere arrivati ad un punto di svolta.

## Le mille luci di San Francisco
- Titolo originale: The City  of Sisterly Love
- Diretto da: Jesse Bochco
- Scritto da: Steven Bochco e Eric Lodal

### Trama
English e Mulligan cominciano ad indagare sulla morte di Cindy Strauss, l'assistente di volo di Blunt ma inoltre Terry dovrà fare i conti con l'arrivo di sua cognata e soprattutto con la recente morte di sua moglie a causa della sua malattia incurabile. Il caso di omicidio prende un'inaspettata svolta quando i risultati dell'autopsia di Cindy riveleranno uno sconvolgente segreto.

## Chi è il tuo papà?
- Titolo originale: Who's Your Daddy
- Diretto da: Rick Wallace
- Scritto da: Steven Bochco e Eric Lodal

### Trama
Dopo l'esame del DNA si viene a scoprire che il padre del feto nel corpo di Cindy Strauss è Erich Blunt. Tutti i sospetti quindi portano a lui e il procuratore autorizza il suo arresto ma Blunt  assolda il temibile Warren Daniels per la propria difesa. Terry arresta Erich Blunt mentre Hildy riceve una richiesta di aiuti da D-Hop, a causa del suo patrigno molto violento.

## Un rave nel deserto
- Titolo originale: Burning Woman
- Diretto da: Ben Bolt
- Scritto da: Steven Bochco e Eric Lodal

### Trama
Erich Blunt è dietro le sbarre con una cauzione per uscire fissata a dieci milioni di dollari. Nel frattempo si svolgono due interrogatori: quello di Hildy e quello di Teresa e D-Hop.

## Menzogne e verità
- Titolo originale: Pants on Fire
- Diretto da: Allison Anders
- Scritto da: Steven Bochco e Eric Lodal

### Trama
Il processo contro Erich Blunt ha ufficialmente inizio. Hertzberg difende Blunt e ottiene il ripristino della cauzione. Erich vuole che Daniels ritorni a lavorare con lui ma l'avvocato pone una condizione: fare il test del poligrafo.

## Ubriaca da morire
- Titolo originale: Punch Drunk
- Diretto da: Reggie Hudlin
- Scritto da: Steven Bochco e Eric Lodal

### Trama
Il DNA del feto e nella bocca di Cindy Strauss appartengono a Blunt. Ora il mondo ha gli occhi puntati nel processo nel quale l'uomo viene accusato di omicidio. Terry deciderà di fare ammenda per il suo comportamento dopo la morte di sua moglie e Hildy riprende il dialogo con il suo ex marito Mike.